# Herman van Bronckhorst-Batenburg

Stamwapen van Bronckhorst

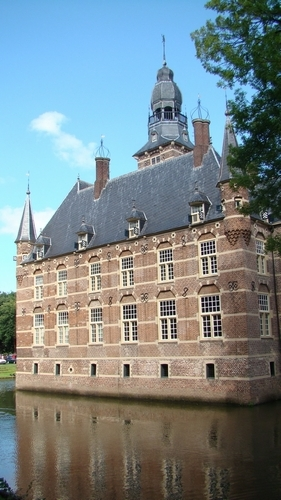
Kasteel Wijchen (2008)

Herman van Bronckhorst-Batenburg (Kasteel Stein, ca. 1500 – 1556) was heer van Batenburg en Stein.

## Leven
Hij was een zoon van Dirk II van Bronckhorst-Batenburg en Swana Harff. Zijn wieg stond in Stein, een heerlijkheid aangekocht door zijn grootvader Herman van Bronckhorst-Batenburg in 1465. Bij zijn huwelijk in 1528 met de Vlaamse Petronella van Praet verwierf Herman Batenburg. Deze vrije rijksheerlijkheid was in theorie een leen van de Rooms-Duitse keizer, maar werd sinds geruime tijd bezet gehouden door hertog Karel van Gelre. In 1534 betaalde Herman de hertog om weer in het bezit van dit domein te komen, maar over de status ervan zou nog lang na zijn dood worden geprocedeerd. Het volgende jaar kocht hij het Kasteel van Wijchen van Jacob van Galen. 
Hij speelde in de hele regio Gelre een belangrijke rol. Hij stond op feodale gehoorzaamheid en kwam daarover regelmatig in conflict met zijn onderdanen, met het Batenburgse kapittel en met de stad Nijmegen. Als lid van de hoge adel stuurde hij zijn kinderen als page naar het hof van keizer Karel V. Het gedachtegoed van de Reformatie dat vanuit het oosten de Nederlanden binnenkwam, hield hij buiten de deur.
In 1549 werd zijn zoon Willem door de keizer beleend met Batenburg, onder het beding dat Herman en zijn vrouw de
heerlijkheden mochten blijven bewonen en beheren. Allicht was dit terugtreden ingegeven door gezondheidsproblemen. Ziek was hij zeker toen hij in 1556 samen met zijn vrouw een testament opmaakte in Kasteel Stein. Later dat jaar overleed hij.

## Huwelijk en kinderen
Herman trouwde op 9 juni 1528 met Petronella van Praet en Moerkercken (1501-1594). Zij trouwde als weduwe van Filips van Catz, een zoon van Jan van Catz en Margaretha van Rommerswaal. Zij was de dochter van Lodewijk van Praet en Moerkercken ridder, heer van Carnisse en kastelein te Schoonhoven (geboren 1475) en Catherina van Egmondt (1475) de buitenechtelijke dochter van Frederik van Egmont en Catharina van Ranst van Kessel.
 Beiden waren volop betrokken bij de opstand tegen Spanje.
Herman en Petronella werden de ouders van:
- Willem van Bronkhorst-Batenburg luitenant-generaal van Zeeland en in Holland (overleden Haarlem 14 juli 1573) Hij was nauw verbonden met prins Willem van Oranje.
- Karel van Bronkhorst-Batenburg (door Spanjaard vermoord in 1580)
- Dirk van Bronckhorst-Batenburg (onthoofd Brussel 1568)
- Gijsbert van Bronckhorst-Batenburg (onthoofd Brussel 1568)
- Elisabeth V van Bronckhorst-Batenburg (. Zij trouwde (1) met Wessel van den Boetzelaer (ca. 1538-1567). Hij was een zoon van Wessel VI van den Boetzelaer vrijheer van Asperen, heer van Langerak, half Nieuwpoort en Carnisse (ca. 1500 - Rossum, 1575) en Françoise van Praet vrouwe van Moerkerken en Carnisse (ca. 1505 - Asperen, 6 oktober 1562). Zij trouwde (2) in 1580 Gerard van Luxemburg heer van Hollogne-aux-Pierres, Bussin en Faillon (-1636). Uit haar tweede huwelijk werd een zoon geboren: Boudewijn van Luxemburg.
- Catharina van Bronckhorst-Batenburg (1524 - 22 september 1605). Zij werd na het overlijden van haar echtgenoot de heerser over de heerlijkheid Vogelzang in Zonhoven. In die hoedanigheid steunde ze actief het opkomende calvinisme en nam ze een leidende rol aan toen in januari 1567 de beeldenstorm en de opstand tegen het Spaanse gezag het naburige Hasselt bereikte.
- Swane van Bronckhorst-Batenburg,
- Theodora van Bronckhorst-Batenburg (overleden in 1588 in Brussel)
- Margaretha van Bronckhorst-Batenburg

## Voetnoten
1. ↑  P.L. Nève, Het Rijkskamergerecht en de Nederlanden. Competentie, territoir, archieven, 1972, p. 167-172